# Quiahuiztlán (Tlaxcala)
Quiahuiztlán  o también conocido como Quiahuixtlán, fue una antigua ciudad prehispánica ubicada en el actual municipio de Totolac, dentro del estado de Tlaxcala, en el centro de México. Situada a más de 2 500 metros sobre el nivel del mar, la zona corresponde a uno de los cuatro altepemeh o señoríos que integraron la república indígena de Tlaxcallan durante el Posclásico tardío. Se localiza al sureste del cerro Xochitécatl y al norte del actual pueblo de San Francisco Ocotelulco, formando parte de un sistema político compartido con Ocotelulco, Tizatlán y Tepeticpac.
Quiahuiztlán se caracterizó por su estructura política interna y su relevancia religiosa. Aunque ocupaba una extensión menor en comparación con los otros altepemeh, desempeñó un papel destacado como centro ceremonial y como base de apoyo en las guerras floridas. Su élite dirigente participaba activamente en el consejo confederal de Tlaxcallan, y el lugar albergaba templos, plazas y residencias dispuestas en terrazas que se adaptaban al relieve montañoso del valle. Las fuentes coloniales hacen referencia a Quiahuiztlán como una comunidad activa en la defensa contra los mexicas y en las alianzas con los españoles en el siglo XVI.
Diversas investigaciones arqueológicas han documentado ocupación continua desde el periodo Epiclásico, con un desarrollo urbano más consolidado hacia los siglos XIII al XVI. Se han identificado vestigios de estructuras habitacionales, plataformas rituales, y una red de caminos que lo conectaba con los demás núcleos tlaxcaltecas. Aunque el sitio aún no cuenta con una zona arqueológica abierta al público como las de Tizatlán o Tepeticpac, estudios recientes buscan su conservación e integración al circuito cultural de la región.

## Historia

### Orígenes y fundación
La etnogénesis del pueblo tlaxcalteca, y por ende la de Quiahuixtlan, se inscribe en las grandes migraciones que caracterizaron el periodo Posclásico en el Altiplano Central. Las fuentes históricas señalan que los tlaxcaltecas eran una de las siete tribus teochichimecas que, según la tradición, partieron del mítico lugar de origen, Chicomoztoc. Guiados por su deidad tutelar, el dios de la caza y de la guerra Camaxtli, y por su líder Chimalquixintecuhtli, estos grupos iniciaron una larga peregrinación que los llevó a través de diversos puntos de la Cuenca de México, como Jilotepec y Hueypoxtla. Se asentaron durante un tiempo en los llanos de Poyauhtlán, una zona ubicada entre Chimalhuacán Atenco y Coatlinchán, pero la creciente presión y los conflictos con los pueblos ya establecidos, particularmente los tepanecas y los mexicas, provocaron su dispersión en el siglo XIV.
Un contingente significativo de estos teochichimecas se dirigió hacia el este, dónde atravesaron Chalco, Atlixco y Huejotzingo, hasta llegar al valle que hoy conforma el estado de Tlaxcala. En esta región, que originalmente se conocía como Texcalla («lugar de riscos»), encontraron asentamientos de grupos olmeca-xicalancas y zacatecas. Tras una serie de enfrentamientos militares de los que salieron victoriosos, los teochichimecas se establecieron en la sierra de Tepeticpac, fundando allí el primer y más antiguo de los señoríos tlaxcaltecas hacia el año 1331, bajo el liderazgo de Culhuatecuhtli. Este asentamiento inicial, cuyo nombre significa «encima del cerro», se convirtió en el núcleo desde el cual se originaría la confederación.
La fundación de Quiahuixtlan ocurrió décadas más tarde, como parte de un proceso de consolidación y expansión planificada. Las crónicas indican que fue el cuarto y último de los grandes señoríos en ser establecido, alrededor del año 1384. Su origen se vincula a otro grupo teochichimeca que, tras ser expulsado de Poyauhtlán, se había asentado de manera temporal en Tepetlaoxtoc, un lugar con abundantes cuevas. Deseosos de unirse a sus parientes ya establecidos en Tlaxcala, este grupo emprendió una nueva migración que los llevó por Zultepec y Quauhtepec, hasta finalmente llegar al territorio de la naciente confederación. Allí, solicitaron formalmente tierras al señor de Tepeticpac, Culhuatecuhtli, quien gobernaba desde el señorío original. En un acto de notable visión política, Culhuatecuhtli no solo los aceptó, sino que les asignó el sector poniente del territorio para que fundaran su propio altépetl.
La creación de Quiahuixtlan no fue, por tanto, un asentamiento fortuito, sino un acto deliberado de ingeniería política. Al integrar a este nuevo grupo de aliados, la élite de Tepeticpac fortalecía demográfica y militarmente a la confederación. Al mismo tiempo, al ubicar al nuevo señorío en el flanco occidental, se consolidaba una de las fronteras estratégicas de Tlaxcallan, completando una estructura defensiva cuatripartita que reflejaba la concepción cosmológica mesoamericana de los cuatro puntos cardinales. La cabecera principal del señorío de Quiahuixtlan se estableció en un lugar llamado Tlapitzahuacan. Las fuentes registran una lista de sus señores, que incluye a Mizquitl, Timaltecuhtli, Tozcoyohuatecuhtli y Cuhuatzintecuhtli, entre otros, un linaje que culminaría con Citlalpopocatzin, el tlatoani que gobernaba al momento del contacto con los españoles en 1519.

### El gobierno colegiado de Tlaxcallan y el papel de Quiahuixtlan
La organización política de Tlaxcallan representa uno de los ejemplos más singulares de gobierno en la Mesoamérica prehispánica. En lugar de una monarquía centralizada bajo un único gobernante hereditario, Tlaxcallan funcionaba como una confederación de cuatro altepetl o señoríos, cada uno con un alto grado de autonomía interna. El poder supremo no residía en una sola persona, sino en un consejo o senado integrado por los cuatro tlatoque (gobernantes), uno por cada una de las cabeceras: Tepeticpac, Ocotelulco, Tizatlán y Quiahuixtlan. Este consejo tomaba las decisiones de mayor trascendencia para el estado, especialmente aquellas relacionadas con la política exterior, la declaración de guerra, la concertación de la paz y las alianzas militares. Esta estructura, calificada como una «república indígena», se basaba en el consenso y la deliberación colectiva entre las casas señoriales, un sistema que demostró ser excepcionalmente resiliente frente a la presión militar del Imperio Mexica.   
Dentro de esta estructura confederada, el señorío de Quiahuixtlan poseía una característica política que lo distinguía marcadamente de sus contrapartes. Mientras que en Tepeticpac, Ocotelulco y Tizatlán la sucesión del poder seguía una línea hereditaria, en Quiahuixtlan el sistema era electivo. El cronista mestizo Diego Muñoz Camargo, en su Historia de Tlaxcala, ofrece una explicación precisa para esta particularidad: el sistema de elección se estableció para «evitar discordias», ya que en Quiahuixtlan existían «muchos señores deudos hijos de hermanos». Según este testimonio, los propios nobles del señorío elegían entre ellos a quien habría de gobernarlos, y este cargo era de carácter vitalicio.
Este modelo electivo no parece ser una simple anomalía, sino una consecuencia directa de las circunstancias de su fundación. A diferencia de los otros señoríos, que probablemente se originaron a partir de un linaje fundador único y dominante, Quiahuixtlan fue establecido por un grupo migrante que, según se infiere de la crónica, ya estaba compuesto por una coalición de varias casas nobles (teccalli) de estatus relativamente similar. En ausencia de un linaje con preeminencia indiscutible para imponer una línea hereditaria, la elección por consenso entre pares se convirtió en el mecanismo lógico para asegurar la estabilidad política y prevenir conflictos internos. Esta tradición de gobierno negociado pudo haber moldeado la perspectiva política de sus líderes, como Citlalpopocatzin, dotándolos de una predisposición hacia soluciones pactadas, un factor que resultaría relevante durante los debates sobre la alianza con los españoles.
La fortaleza de la confederación no solo residía en su gobierno colegiado, sino también en su carácter multiétnico. Tlaxcallan acogió en su territorio a diversos grupos, como los otomíes, xaltocamecas y chalcas, que buscaban refugio del expansionismo mexica. A estos pueblos se les otorgaban tierras, principalmente en las zonas fronterizas, con la condición de que reconocieran la autoridad de los cuatro señores de Tlaxcala, pagaran tributo y, fundamentalmente, sirvieran de manera permanente como guerreros en la defensa de las fronteras. Estos asentamientos funcionaban como eficaces «territorios tapón» y sus contingentes militares eran una parte indispensable del poderío bélico tlaxcalteca, tanto en las guerras contra los mexicas como en los enfrentamientos iniciales con las tropas de Cortés.